# گوش‌پایان
گوش‌پایان (Remipedia) رده‌ای از سخت‌پوستان نابینا هستند که در آبگیرهای ساحلی دارای آب شور زندگی می‌کنند. گوش‌پایان تقریباً در تمامی حوضه‌های اقیانوسی ازجمله استرالیا، دریای کارائیب، و اقیانوس اطلس یافت می‌شوند. فرهنگستان زبان فارسی برای این رده نام «کفچه‌پاویسان» را برگزیده است.
سینه و شکم گوش‌پایان دارای ۲۵ تا ۳۸ قطعه است؛ این جانوران ضمائم حرکتی زوج دوشاخه و مشابه دارند و برخی خصوصیات آنها اجدادی است.
نخستین گوش‌پایی که توصیف شد سنگواره‌ای بود مربوط به دوره پنسیلوانین پایین اما از سال ۱۹۷۹ به این‌سو دست‌کم ۱۷ گونه زنده از این رده یافت شده است. گوش‌پایان از سخت‌پوستان ابتدایی و اولیه و اجدادی به‌شمار می‌آیند.
غذای گوش‌پایان بیشتر پس‌مانده‌های دیگر ارگانیسم‌های زنده است.

## ویژگی‌ها
گوش‌پایان کوچک، نابینا و کرم‌مانند هستند و مشخصه‌هایی بسیار ابتدایی دارند. جانوران این رده بی‌رنگ هستند و بدن آن‌ها از بخش سرگاه (سر) به اضافه بندهایی مشابه تشکیل شده که گاه تعدادشان به ۴۲ بند می‌رسد و هر یک چند پای تخت‌شده را بر خود دارد. این جانداران بر پشت خود شنا می‌کنند و در حین شنا پاهای کناری آن‌ها به طور هم‌زمان حرکت می‌کنند.
گوش‌پایان به طور کلی سرعت کمی دارند.
گوش‌پایان نیش‌هایی دارند که به غده‌های ترشحی آن‌ها مرتبط است اما هنوز مشخص نیست که آیا این نیش‌ها تراوش‌های گوارشی را دفع می‌کنند یا زهر.